# Кендала (Актюбинская область)
Кендала (каз. Кеңдала) — село в Шалкарском районе Актюбинской области Казахстана. Входит в состав Тогызского сельского округа. Код КАТО — 156445400.

## Население
В 1999 году население села составляло 89 человек (40 мужчин и 49 женщин). По данным переписи 2009 года, в селе проживало 120 человек (64 мужчины и 56 женщин).